# Scorpaenopsis gilchristi
Scorpaenopsis gilchristi és una espècie de peix pertanyent a la família dels escorpènids.

## Descripció
- Fa 6 cm de llargària màxima.[5]

## Hàbitat
És un peix marí, demersal i de clima subtropical que viu fins als 26 m de fondària.

## Distribució geogràfica
Es troba a l'Índic occidental: davant el riu Tugela (KwaZulu-Natal, Sud-àfrica).

## Observacions
És inofensiu per als humans.